# Jean-François Bautte
Pour les articles homonymes, voir Bautte.
Jean-François Bautte, né le 26 mars 1772 à Genève où il est mort le 30 novembre 1837, est un horloger-bijoutier suisse.
Il s'est rendu célèbre pour plusieurs raisons :
- Fondation à Genève la manufacture horlogère la plus complète de son époque.
- Créateur de montres et bijoux pour des personnages célèbres.
- Co-inventeur de la montre extra-plate.

## Histoire
Jean-François Bautte était issu d’une famille de modestes ouvriers. Très tôt orphelin, il fut placé en apprentissage dès l’âge de douze ans, soit en 1784, et formé aux différents métiers de monteur de boîtes, guillocheur, horloger, bijoutier et orfèvre.
Il signe ses premières créations en 1791. Il s’associe le 1er août 1793 avec Jacques-Dauphin Moulinié, sous la raison sociale Moulinié & Bautte, monteurs de boîtes. Le 1er octobre 1804, à l’arrivée de Jean-Gabriel Moynier, la Maison devient Moulinié, Bautte & Cie, vente d’horlogerie-bijouterie. C’est ainsi que Jean-François Bautte développa sa propre manufacture à Genève, qui rassemblait sous un même toit tous les corps de métiers de l’horlogerie de l’époque. Il décéda le 30 novembre 1837 et fut inhumé au cimetière de Plainpalais, à Genève.

## Ses créations
Les ateliers de Jean-François Bautte étaient groupés autour du magasin de vente situé rue du Rhône. Avec ses ouvriers, il faisait produire des montres, des bijoux, des automates, des boîtes à musique… Il excellait dans les « montres de forme » : des montres déguisées en instrument de musique miniature, en papillon ou en fleur, et même une montre en forme de pistolet diffuseur de parfum. Il fut également l’un des premiers fabricants de montres extra-plates, dont il avait fait une de ses spécialités.
En plus de son magasin de Genève, il possédait des succursales à Paris et Florence. Il commerçait également avec la Turquie, l’Inde et la Chine.
Reconnu par ses créations de grande qualité, sa renommée a dépassé les frontières suisses. Le nom de Bautte apparaît dans les écrits d’Alexandre Dumas, de Balzac, dans ses Lettres à l’étrangère, et de John Ruskin. Il comptait parmi ses clients la reine Victoria, la duchesse de Clermont-Tonnerre.

## Sa succession
Le 20 décembre 1837 fut constituée la Société Jean-François Bautte & Cie, vente d’horlogerie et bijouterie, par son fils Jacques Bautte et son gendre Jean-Samuel Rossel. La société fut ensuite rachetée par Constant Girard-Gallet, propriétaire de la Manufacture horlogère suisse Girard-Perregaux (La Chaux-de-Fonds) en 1906.
Certaines de ses créations sont exposées au Patek Philippe Museum de Genève et au Musée Girard-Perregaux de La Chaux-de-Fonds.

### Sources
- François Chaille, Girard-Perregaux, Flammarion, 2004  (ISBN 2-0801-1069-1)
- Site de la Fondation de la Haute Horlogerie, les horlogers célèbres du XIXe siècle
- Joseph Rambal, « L’Horlogerie à Genève », in Nos Anciens et leurs œuvres, recueil genevois d’art, Genève, 1905
- Eugène Jaquet, « Le Cabinotier Jean-François Bautte, rénovateur de la « Fabrique » genevoise », in Revue internationale d’horlogerie, 51, 1950, p. 7
- Eugène Jaquet, Alfred Chapuis, Histoire et technique de la montre suisse de ses origines à nos jours, Urs Graf, Bâle et Olten, 1945